# Dieffenbachie
Die Dieffenbachie (Dieffenbachia seguine), ganz selten auch Giftaron oder Schweigrohr genannt, ist eine Pflanzenart aus der Gattung der Dieffenbachien (Dieffenbachia) in der Familie der Aronstabgewächse (Araceae). Sie ist in der Karibik und im tropischen Südamerika, besonders in Brasilien beheimatet. Ihre Sorten sind einfach zu pflegende Zimmerpflanzen oder Zierpflanzen für tropische Parks und Gärten.

## Beschreibung

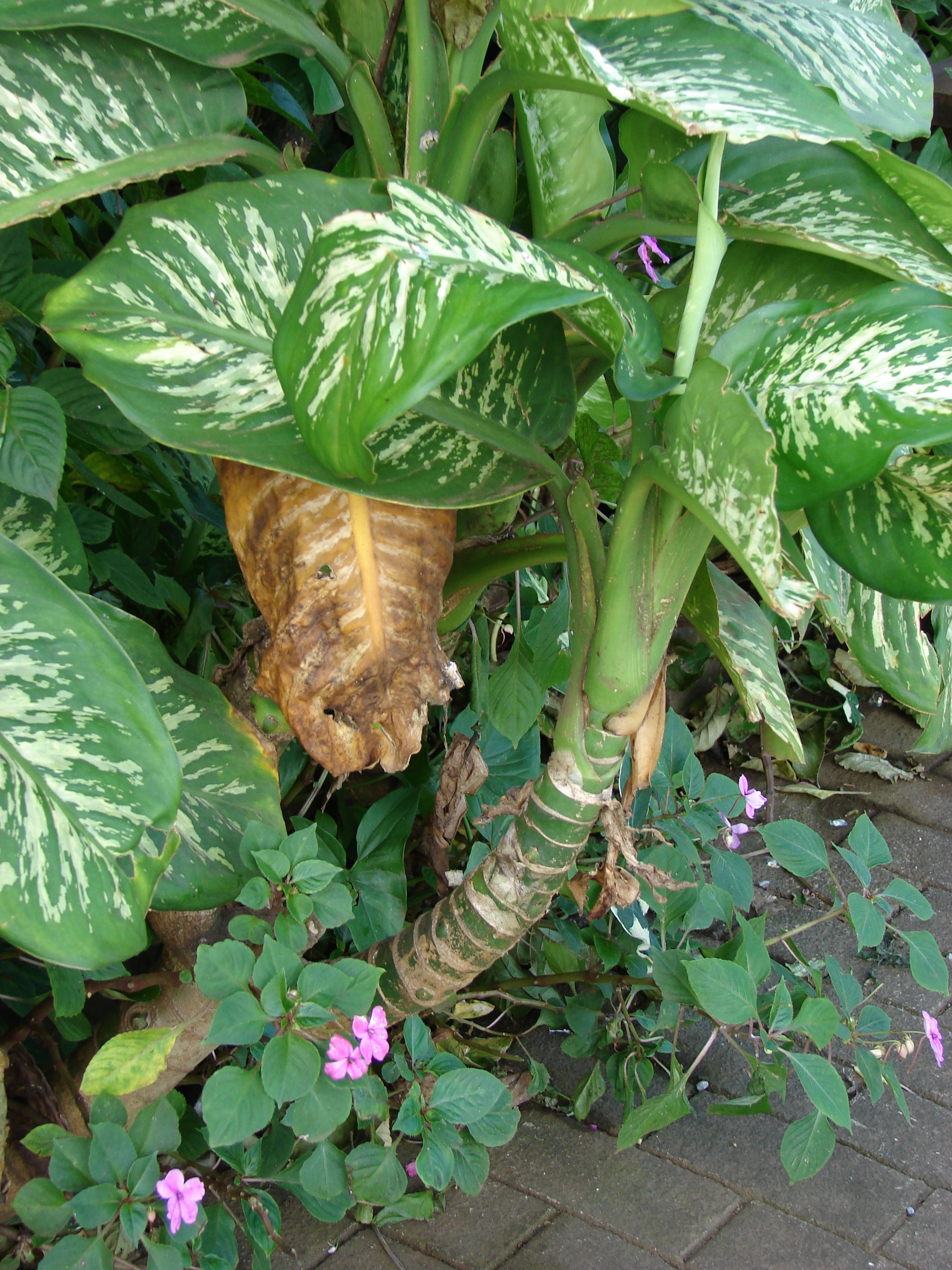
Stamm und Blattspreiten mit Musterung

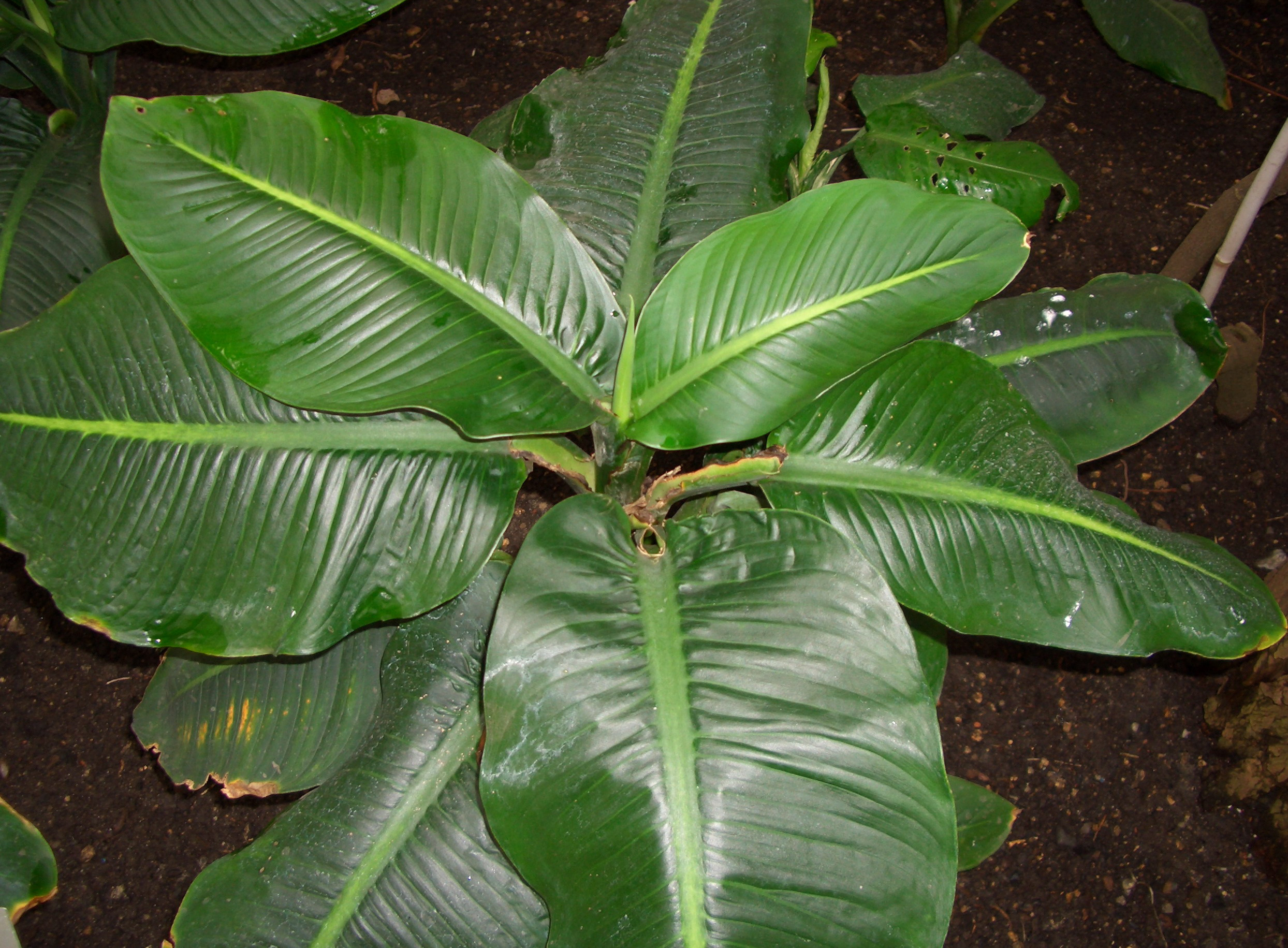
Habitus und rein grüne Laubblätter

### Vegetative Merkmale
Die Dieffenbachie ist eine robuste, immergrüne, ausdauernde, krautige Pflanze, die Wuchshöhen von bis zu 3 Metern und Pflanzendurchmesser bis zu 60 Zentimeter erreicht. Die 35 bis 45 cm großen Laubblätter sind in Blattstiel und Blattspreite gegliedert. Die einfachen Blattspreiten sind breit eiförmig bis länglich oder lanzettlich und glänzend dunkelgrün; sie weisen je nach Sorte weiße oder gelbe Musterungen auf.

### Generative Merkmale
Es werden die für Araceae typischen Blütenstände gebildet.

## Taxonomie
Die Erstveröffentlichung erfolgte unter dem Namen (Basionym) Arum seguine durch Nikolaus Joseph Freiherr von Jacquin. Dieffenbachia seguine (Jacq.) Schott hat eine große Anzahl von Synonymen, darunter: , Arum crudele Salisb., Caladium seguine (Jacq.) Vent., Arum seguinum L., Caladium maculatum G.Lodd., Seguinum maculatum (G.Lodd.) Raf., Dieffenbachia maculata (G.Lodd.) Sweet, Dieffenbachia liturata Schott, Dieffenbachia picta Schott, Dieffenbachia plumieri Schott, Dieffenbachia lineata K.Koch & C.D.Bouché, Dieffenbachia robusta K.Koch, Dieffenbachia cognata Schott, Dieffenbachia consobrina Schott, Dieffenbachia poeppigii Schott, Dieffenbachia gollmeriana Schott, Dieffenbachia neglecta Schott, Dieffenbachia ventenatiana Schott, Dieffenbachia irrorata Schott, Dieffenbachia lingulata Schott.

## Inhaltsstoffe
Pflanzenextrakte werden in Süd- und Mittelamerika als Insektizid, als Ratten- und Schabengift eingesetzt.
Die deutschen Trivialnamen wie Schweigrohr deuten auf die im 17. Jahrhundert geübte Praxis des Einsatzes – insbesondere an beim Fliehen ertappten Sklaven in den Südstaaten der USA – als Foltermittel hin, wobei Pflanzenteile gekaut werden mussten, was zum Anschwellen der Schleimhäute und der Zunge führte und für einen Tag am Sprechen hinderte.
Mechanische Einwirkung auf spezielle Zellen in der Pflanze sorgt dafür, dass Calciumoxalat-Kristalle abgefeuert werden und beispielsweise das Gewebe im Mundraum verletzen. Durch diese Verletzungen können Enzyme, wie das proteolytische Dumbcain, ins Gewebe gelangen, das daraufhin Symptome wie Jucken, Schwellungen und Schmerzen hervorruft. Des Weiteren enthält die Pflanze verschiedene cyanogene Glycoside.
In kleineren Dosen verabreicht können die Pflanzenteile sowohl bei männlichen als auch bei weiblichen Tieren und Menschen anhaltende oder zeitlich begrenzte Unfruchtbarkeit zur Folge haben. Im Frühjahr 1942 bestellte die SS wohl auf Anregung des Hautarztes Adolf Pokorny Pflanzenextrakte für Menschenversuche an Kriegsgefangenen aus der Sowjetunion. Ausgeführt wurden die geplanten Experimente aber nicht. Pokorny stand beim Nürnberger Ärzteprozessen vor Gericht, wurde aber mangels Beweise freigesprochen. Danach verlor sich seine Spur.